# OFF THE WALL -ELLEGARDEN TRIBUTE-
『OFF THE WALL -ELLEGARDEN TRIBUTE』（オフ ザ ウォール エルレガーデン トリビュート）は、ELLEGARDENのトリビュート・アルバム。2023年11月29日にEMI Recordsよりリリース。
本作は、『ELLEGARDEN TRIBUTE』として2022年11月11日にAmazon Musicにて独占配信が開始された後、2023年2月17日に各音楽配信サービスにてリリースされた音源をCD化したものとなっている。

## 概要
自身初となるトリビュート・アルバムで、活動再開後に初めてリリースするフルアルバム『The End of Yesterday』の発売に先駆け、Amazon Musicのみでの独占配信リリースされた後、2023年2月17日に、その他の配信サービスにて一斉にリリースされることとなった。
本作には、ELLEGARDENに影響を受けたVaundy、My Hair is Bad、BiSH、マカロニえんぴつ、山本彩、BLUE ENCOUNT、Saucy Dogの7組が参加しており、それぞれの選曲を各アーティスト自身が行っている。

## 収録内容
| 全作詞・作曲: TAKESHI HOSOMI。 |                     |                |                |                  |      |
| #                              | タイトル            | 作詞           | 作曲・編曲     | アーティスト     | 時間 |
| 1.                             | 「Missing」         | TAKESHI HOSOMI | TAKESHI HOSOMI | Vaundy           | 3:13 |
| 2.                             | 「金星」            | TAKESHI HOSOMI | TAKESHI HOSOMI | My Hair is Bad   | 4:05 |
| 3.                             | 「ジターバグ」      | TAKESHI HOSOMI | TAKESHI HOSOMI | BiSH             | 3:14 |
| 4.                             | 「高架線」          | TAKESHI HOSOMI | TAKESHI HOSOMI | マカロニえんぴつ | 2:48 |
| 5.                             | 「風の日」          | TAKESHI HOSOMI | TAKESHI HOSOMI | 山本彩           | 4:51 |
| 6.                             | 「The Autumn Song」 | TAKESHI HOSOMI | TAKESHI HOSOMI | BLUE ENCOUNT     | 3:26 |
| 7.                             | 「虹」              | TAKESHI HOSOMI | TAKESHI HOSOMI | Saucy Dog        | 3:42 |
| 合計時間:                      | 合計時間:           | 合計時間:      | 25:19          |                  |      |

## 演奏
- Vaundy：Vocals, Guitar (#1)
- Merlyn Kelly：Bass (#1)
- BOBO：Drums (#1)
- 亀井友莉、常田俊太郎：Violin (#1)
- 三品芽生：Viola (#1)
- 林はるか：Cello (#1)
- 椎木知仁：Vocal, Guitar (#2)
- 山本大樹：Bass, Chorus (#2)
- 山田淳：Drums (#2)
- BiSH：Vocals (#3)
- 松隈ケンタ (SCRAMBLES)：Guitar (#3)
- 小原just begun：Bass (#3)
- 若山トシユキ (SCRAMBLES)：Drums (#3)
- はっとり：Vocals, Guitar (#4)
- 田辺由明：Guitar (#4)
- 高野賢也：Bass (#4)
- 長谷川大喜：Keyboards (#4)
- 高浦suzzy充孝：Drums (#4)
- 山本彩：Vocal, Electric Guitar (#5)
- 櫻井陸来：Bass (#5)
- サトウカツシロ：Electric Guitar (#5)
- 渡辺裕太、Naoki Itai：Acoustic Guitar (#5)
- 北村望：Drums (#5)
- モチヅキヤスノリ：Piano, Keyboards (#5)
- 田邊駿一：Vocals, Guitar (#6)
- 江口雄也：Guitar (#6)
- 辻村勇太：Bass (#6)
- 高村佳秀：Drums (#6)
- 石原慎也：Vocal, Guitar (#7)
- 秋澤和貴：Bass (#7)
- せとゆいか：Drums (#7)